# Reinhard Libuda
Reinhard Libuda často zvaný Stan Libuda (10. října 1943 Wendlinghausen – 25. srpna 1996 Gelsenkirchen) byl německý fotbalista, záložník.

## Fotbalová kariéra
V německé bundeslize hrál za FC Schalke 04 a Borussii Dortmund. Dále hrál ve francouzské lize za RC Strasbourg Alsace. V bundeslize nastoupil ve 289 ligových utkáních a dal 36 gólů, ve francouzské lize nastoupil v 15 utkáních a dal 3 góly. V roce 1972 získal s týmem FC Schalke 04 německý pohár. V Poháru vítězů pohárů nastoupil v 17 utkáních a dal 4 góly. Za reprezentaci Německa nastoupil v letech 1963–1971 ve 26 utkáních a dal 3 góly. Byl členem bronzové reprezentace Německa na Mistrovství světa ve fotbale 1970, nastoupil v 5 utkáních.

## Ligová bilance
| Ročník                                 | Zápasy | Góly | Klub                 |
| -------------------------------------- | ------ | ---- | -------------------- |
| Německá fotbalová Bundesliga 1962/1963 | 25     | 8    | FC Schalke 04        |
| Německá fotbalová Bundesliga 1963/1964 | 27     | 4    | FC Schalke 04        |
| Německá fotbalová Bundesliga 1964/1965 | 24     | 3    | FC Schalke 04        |
| Německá fotbalová Bundesliga 1965/1966 | 30     | 3    | Borussia Dortmund    |
| Německá fotbalová Bundesliga 1966/1967 | 22     | 2    | Borussia Dortmund    |
| Německá fotbalová Bundesliga 1967/1968 | 22     | 3    | Borussia Dortmund    |
| Německá fotbalová Bundesliga 1968/1969 | 32     | 5    | FC Schalke 04        |
| Německá fotbalová Bundesliga 1969/1970 | 31     | 0    | FC Schalke 04        |
| Německá fotbalová Bundesliga 1970/1971 | 31     | 5    | FC Schalke 04        |
| Německá fotbalová Bundesliga 1971/1972 | 30     | 3    | FC Schalke 04        |
| Ligue 1 1972/1973                      | 15     | 3    | RC Strasbourg Alsace |
| Německá fotbalová Bundesliga 1973/1974 | 10     | 0    | FC Schalke 04        |
| Německá fotbalová Bundesliga 1974/1975 | 5      | 0    | FC Schalke 04        |
| CELKEM 1. liga                         | 305    | 39   |                      |